# Mastigostyla cardenasii
Mastigostyla cardenasii är en irisväxtart som beskrevs av Robert Crichton Foster. Mastigostyla cardenasii ingår i släktet Mastigostyla och familjen irisväxter. Inga underarter finns listade i Catalogue of Life.